# Kazuki Nakajima

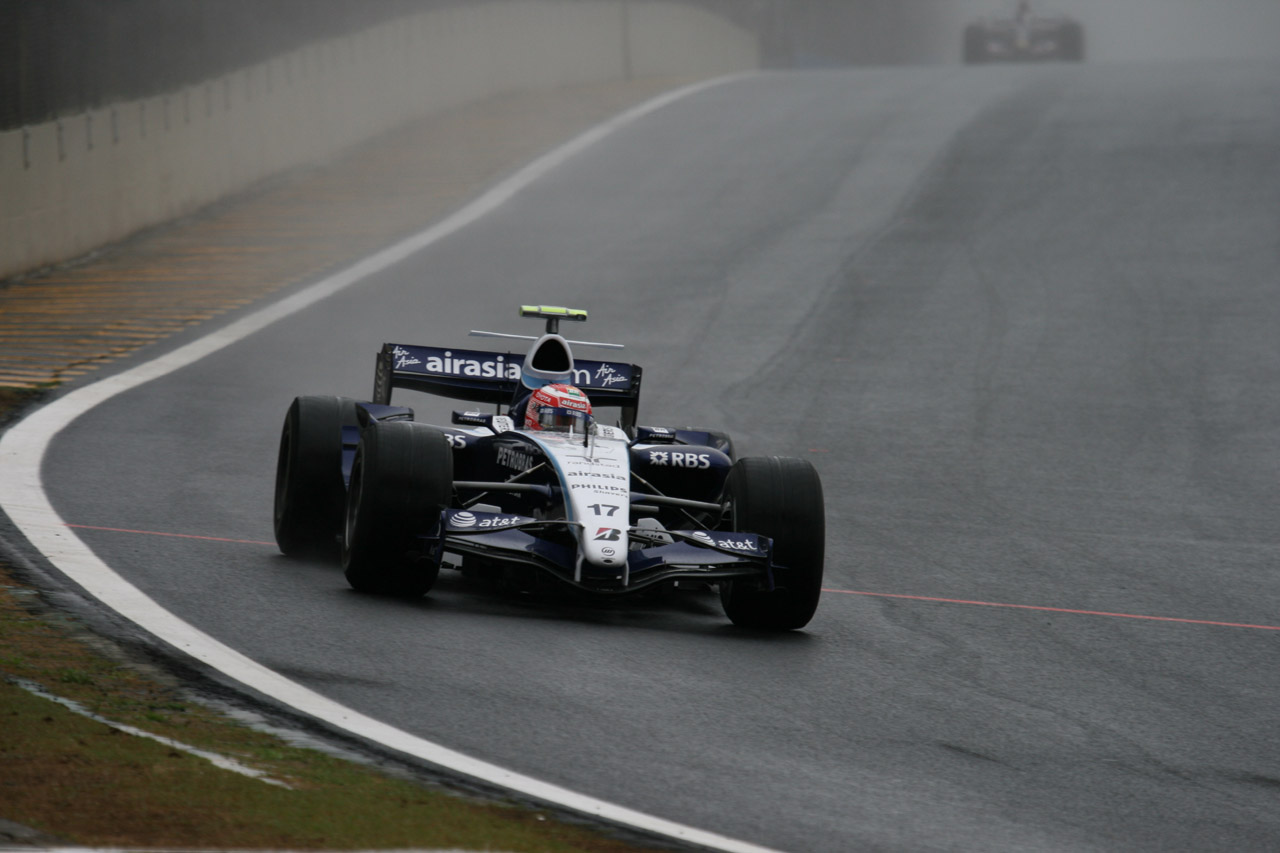
Nakajima w trakcie sesji treningowej przed Grand Prix Brazylii 2007

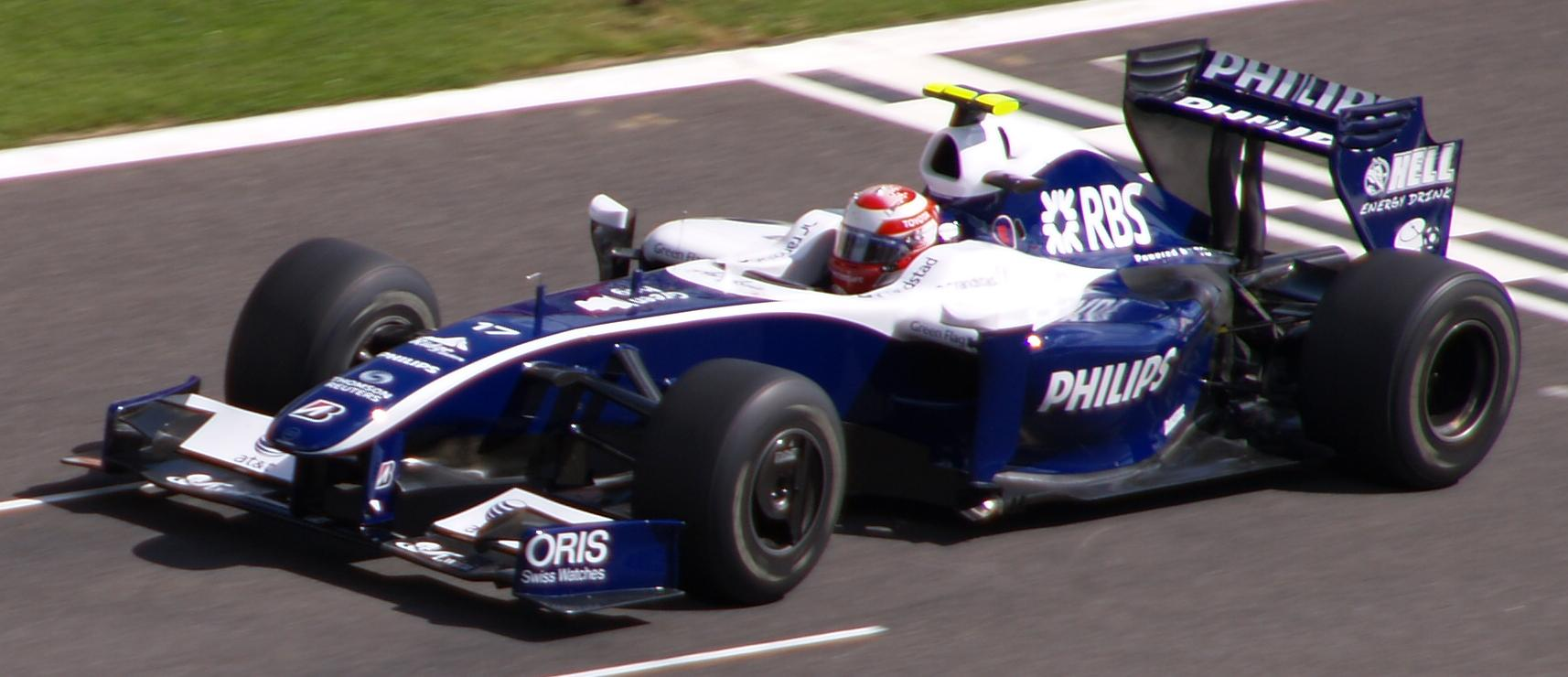
Kazuki Nakajima podczas Grand Prix Belgii 2009

Kazuki Nakajima (jap. 中嶋一貴 Nakajima Kazuki; ur. 11 stycznia 1985 w Okazaki) – japoński kierowca wyścigowy.

## Życiorys

### Karting i niższe serie
Nakajima rozpoczął karierę od kartingu w 1996 roku. Jego największym sukcesem był tytuł mistrza Suzuka Formuła ICA. Dzięki dobrym wynikom został przyjęty do programu rozwoju młodych kierowców przez ekipę Toyoty.
Pod ich okiem rozpoczął poważną karierę wyścigową w 2002, debiutując w Japońskiej Formule Toyota. W 2003 był już jej mistrzem. W sezonie 2004 startował w Japońskiej Formule 3 w zespole TOM’s. W pierwszym roku startów zdołał wygrać dwa wyścigi i pole position, ostatecznie kończąc go na 5. miejscu w generalce. Poza tym wystartował również w tej samej ekipie w Grand Prix Makau i wyścigu Bahrain F3 Superprix, kończąc je odpowiednio na 13. i 7. pozycji.
W kolejnym roku startów w tej serii zdobył już tytuł wicemistrzowski, zdobywając trzykrotnie najlepsze pole startowe i ponownie jak w poprzednim roku, wygrywając dwie rundy. Startował również w kilku eliminacjach SuperGT, gdzie zdołał wygrać jeden wyścig. Po kilku startach ukończył ją na wysokiej 8. pozycji. Ponownie zaliczył start w Makau, gdzie tym razem zajął bardzo wysoką 5. lokatę.
W 2006 startował już w Formule 3 Euroseries w barwach brytyjskiego Manor Motorsport. Jego największym sukcesem było zwycięstwo w jednej z rund. Ostatecznie ukończył ją na 7. pozycji z dorobkiem 36 punktów. W tym zespole po raz trzeci wystartował w nieoficjalnych mistrzostwach świata F3, nie kończąc ich.
W sezonie 2007 reprezentował barwy japońskiej ekipy DAMS już w samym przedsionku F1, GP2. Po kilku rozczarowujących występach, Japończyk radził sobie coraz lepiej stając aż sześciokrotnie na podium. Ostatecznie pierwszy i ostatni rok startów w tej serii ukończył na 6. miejscu w klasyfikacji mając na koncie 42 punkty.
W 2012 roku został kierowcą zespołu Petronas Team TOM’s w serii wyścigowej Formuła Nippon. 15 kwietnia zajął pierwszą pozycję na torze Suzuka Circuit, zaś 15 lipca Pole Position na torze Fuji International Speedway. W tym samym roku reprezentował barwy zespołu Toyota Racing w 24-godzinnym wyścigu Le Mans w ramach serii FIA World Endurance Championship.

### Formuła 1
W sezonie 2007 Mistrzostw Świata Formuły 1 był oficjalnym kierowcą testowym zespołu Williams Brał także udział w kilku sesjach treningowych przed wyścigami, a podczas Grand Prix Brazylii zastąpił Alexa Wurza. W trakcie wizyty w boksach Nakajima popełnił błąd i potrącił dwóch swoich mechaników, nie odnieśli oni jednak żadnych poważnych obrażeń. Kazuki ukończył wyścig na 10. miejscu, które dało mu 22. miejsce w klasyfikacji końcowej sezonu.
7 listopada 2007 roku Nakajima został ogłoszony drugim kierowcą Williamsa w sezonie 2008. Nakajima w sezonie 2008 zasłynął wieloma kraksami które spowodowały odpadnięcie z wyścigu innych kierowców, m.in. Roberta Kubicy podczas Grand Prix Australii i Fernando Alonso podczas Grand Prix Europy. Jednak poza negatywnymi występami pokazywał się również z dobrej strony, będąc w kilku wyścigach lepszym od Nico Rosberga oraz punktując pięciokrotnie, a więc tyle samo co Niemiec, jednak ze słabszym skutkiem. Ostatecznie ukończył sezon na 15. miejscu z dorobkiem 9 punktów. W sezonie 2009 ponownie reprezentował barwy zespołu Williams. Sezon zakończył na dwudziestym miejscu, nie zdobył punktów.

## Wyniki

### Formuła 1
| Legenda oznaczeń w tabelach wyników Wyświetl szablon na nowej stronie | Legenda oznaczeń w tabelach wyników Wyświetl szablon na nowej stronie                                                                     |
| Oznaczenie                                                            | Wyjaśnienie |
| --------------------------------------------------------------------- | --- |
| Złoty                                                                 | Zwycięzca lub mistrzostwo |
| Srebrny                                                               | 2. miejsce lub wicemistrzostwo |
| Brązowy                                                               | 3. miejsce lub II wicemistrzostwo |
| Zielony                                                               | Ukończył, punktował (w klasyfikacji generalnej, gdy zdobył co najmniej jeden punkt na przestrzeni sezonu, poza trzema powyższymi opcjami) |
| Niebieski                                                             | Ukończył, nie punktował (w klasyfikacji generalnej, gdy nie zdobył co najmniej jednego punktu na przestrzeni sezonu)                      |
| Czerwony                                                              | Nie zakwalifikował się (NZ) |
| Czerwony                                                              | Nie prekwalifikował się (NPK) |
| Różowy                                                                | Nie ukończył (NU) |
| Różowy                                                                | Niesklasyfikowany (NS) (w klasyfikacji generalnej, gdy nie został sklasyfikowany w żadnym wyścigu sezonu)                                 |
| Czarny                                                                | Zdyskwalifikowany (DK) |
| Czarny                                                                | Wykluczony (WYK/EX) |
| Biały                                                                 | Nie wystartował (NW) |
| Biały                                                                 | Kontuzjowany (K/INJ) |
| Biały                                                                 | Wyścig odwołany (OD/C) |
| Bez koloru                                                            | Został wycofany (WYC/WD) |
| Bez koloru                                                            | Nie przybył (NP/DNA) |
| Bez koloru                                                            | Nie brał udziału w treningach (NT/DNP) |
| Bez koloru                                                            | Nie został zgłoszony (–) |
| Pogrubienie                                                           | Start z pole position |
| Kursywa                                                               | Najszybsze okrążenie wyścigu |
| †                                                                     | Nie ukończył, ale jego rezultat został zaliczony ze względu na przejechanie więcej niż 90% dystansu wyścigu.                              |
| *                                                                     | Sezon w trakcie |
| 1/2/3                                                                 | Punktowana pozycja w sprincie kwalifikacyjnym                                                                                             |
| Lista systemów punktacji Formuły 1                                    | |

| Sezon | Zespół                | Samochód      | Pozycje startowe / w wyścigach | Pozycje startowe / w wyścigach | Pozycje startowe / w wyścigach | Pozycje startowe / w wyścigach | Pozycje startowe / w wyścigach | Pozycje startowe / w wyścigach | Pozycje startowe / w wyścigach | Pozycje startowe / w wyścigach | Pozycje startowe / w wyścigach | Pozycje startowe / w wyścigach | Pozycje startowe / w wyścigach | Pozycje startowe / w wyścigach | Pozycje startowe / w wyścigach | Pozycje startowe / w wyścigach | Pozycje startowe / w wyścigach | Pozycje startowe / w wyścigach | Pozycje startowe / w wyścigach | Pozycje startowe / w wyścigach | Pozycje startowe / w wyścigach | Pozycje startowe / w wyścigach | Pozycje startowe / w wyścigach |
| Sezon | Zespół                | Silnik        | 1                              | 2                              | 3                              | 4                              | 5                              | 6                              | 7                              | 8                              | 9                              | 10                             | 11                             | 12                             | 13                             | 14                             | 15                             | 16                             | 17                             | 18                             | 19                             | 20                             | 21                             |
| 2007  |                       |               | Australia                      | Malezja                        | Bahrajn                        | Hiszpania                      | Monako                         | Kanada                         | Stany Zjednoczone              | Francja                        | Wielka Brytania                | Unia Europejska                | Węgry                          | Turcja                         | Włochy                         | Belgia                         | Japonia                        |                                | Brazylia                       |                                |                                |                                |                                |
| ----- | --------------------- | ------------- | ------------------------------ | ------------------------------ | ------------------------------ | ------------------------------ | ------------------------------ | ------------------------------ | ------------------------------ | ------------------------------ | ------------------------------ | ------------------------------ | ------------------------------ | ------------------------------ | ------------------------------ | ------------------------------ | ------------------------------ | ------------------------------ | ------------------------------ | ------------------------------ | ------------------------------ | ------------------------------ | ------------------------------ |
| 2007  | AT&T Williams F1 Team | Williams FW29 | -                              | -                              | -                              | -                              | -                              | -                              | -                              | -                              | -                              | -                              | -                              | -                              | -                              | -                              | -                              | -                              | 19                             |                                |                                |                                |                                |
| 2007  | AT&T Williams F1 Team | Toyota RVX-07 | -                              | -                              | -                              | -                              | -                              | -                              | -                              | -                              | -                              | -                              | -                              | -                              | -                              | -                              | -                              | -                              | 10                             |                                |                                |                                |                                |
| 2008  |                       |               | Australia                      | Malezja                        | Bahrajn                        | Hiszpania                      | Turcja                         | Monako                         | Kanada                         | Francja                        | Wielka Brytania                | Niemcy                         | Węgry                          | Unia Europejska                | Belgia                         | Włochy                         | Singapur                       | Japonia                        |                                | Brazylia                       |                                |                                |                                |
| 2008  | AT&T Williams F1 Team | Williams FW30 | 14                             | 18                             | 16                             | 12                             | 16                             | 14                             | 12                             | 16                             | 15                             | 16                             | 17                             | 11                             | 19                             | 18                             | 10                             | 14                             | 17                             | 16                             |                                |                                |                                |
| 2008  | AT&T Williams F1 Team | Toyota RVX-08 | 6                              | 17                             | 14                             | 7                              | NU                             | 7                              | NU                             | 15                             | 8                              | 14                             | 13                             | 15                             | 14                             | 12                             | 8                              | 15                             | 12                             | 17                             |                                |                                |                                |
| 2009  |                       |               | Australia                      | Malezja                        |                                | Bahrajn                        | Hiszpania                      | Monako                         | Turcja                         | Wielka Brytania                | Niemcy                         | Węgry                          | Unia Europejska                | Belgia                         | Włochy                         | Singapur                       | Japonia                        | Brazylia                       |                                |                                |                                |                                |                                |
| 2009  | AT&T Williams F1 Team | Williams FW31 | 11                             | 11                             | 14                             | 12                             | 11                             | 10                             | 12                             | 5                              | 13                             | 9                              | 17                             | 18                             | 17                             | 10                             | 15                             | 9                              | 13                             |                                |                                |                                |                                |
| 2009  | AT&T Williams F1 Team | Toyota RVX-09 | NU                             | 12                             | NU                             | NU                             | 13                             | 15†                            | 12                             | 11                             | 12                             | 9                              | 18†                            | 13                             | 10                             | 9                              | 15                             | NU                             | 13                             |                                |                                |                                |                                |

### GP2
| Legenda oznaczeń w tabelach wyników Wyświetl szablon na nowej stronie | Legenda oznaczeń w tabelach wyników Wyświetl szablon na nowej stronie                                                                     |
| Oznaczenie                                                            | Wyjaśnienie |
| --------------------------------------------------------------------- | --- |
| Złoty                                                                 | Zwycięzca lub mistrzostwo |
| Srebrny                                                               | 2. miejsce lub wicemistrzostwo |
| Brązowy                                                               | 3. miejsce lub II wicemistrzostwo |
| Zielony                                                               | Ukończył, punktował (w klasyfikacji generalnej, gdy zdobył co najmniej jeden punkt na przestrzeni sezonu, poza trzema powyższymi opcjami) |
| Niebieski                                                             | Ukończył, nie punktował (w klasyfikacji generalnej, gdy nie zdobył co najmniej jednego punktu na przestrzeni sezonu)                      |
| Czerwony                                                              | Nie zakwalifikował się (NZ) |
| Czerwony                                                              | Nie prekwalifikował się (NPK) |
| Różowy                                                                | Nie ukończył (NU) |
| Różowy                                                                | Niesklasyfikowany (NS) (w klasyfikacji generalnej, gdy nie został sklasyfikowany w żadnym wyścigu sezonu)                                 |
| Czarny                                                                | Zdyskwalifikowany (DK) |
| Czarny                                                                | Wykluczony (WYK/EX) |
| Biały                                                                 | Nie wystartował (NW) |
| Biały                                                                 | Kontuzjowany (K/INJ) |
| Biały                                                                 | Wyścig odwołany (OD/C) |
| Bez koloru                                                            | Został wycofany (WYC/WD) |
| Bez koloru                                                            | Nie przybył (NP/DNA) |
| Bez koloru                                                            | Nie brał udziału w treningach (NT/DNP) |
| Bez koloru                                                            | Nie został zgłoszony (–) |
| Pogrubienie                                                           | Start z pole position |
| Kursywa                                                               | Najszybsze okrążenie wyścigu |
| †                                                                     | Nie ukończył, ale jego rezultat został zaliczony ze względu na przejechanie więcej niż 90% dystansu wyścigu.                              |
| *                                                                     | Sezon w trakcie |
| 1/2/3                                                                 | Punktowana pozycja w sprincie kwalifikacyjnym                                                                                             |
| Lista systemów punktacji Formuły 1                                    | |

| Rok  | Zespół | Wyniki w poszczególnych eliminacjach | Wyniki w poszczególnych eliminacjach | Wyniki w poszczególnych eliminacjach | Wyniki w poszczególnych eliminacjach | Wyniki w poszczególnych eliminacjach | Wyniki w poszczególnych eliminacjach | Wyniki w poszczególnych eliminacjach | Wyniki w poszczególnych eliminacjach | Wyniki w poszczególnych eliminacjach | Wyniki w poszczególnych eliminacjach | Wyniki w poszczególnych eliminacjach | Wyniki w poszczególnych eliminacjach | Wyniki w poszczególnych eliminacjach | Wyniki w poszczególnych eliminacjach | Wyniki w poszczególnych eliminacjach | Wyniki w poszczególnych eliminacjach | Wyniki w poszczególnych eliminacjach | Wyniki w poszczególnych eliminacjach | Wyniki w poszczególnych eliminacjach | Wyniki w poszczególnych eliminacjach | Wyniki w poszczególnych eliminacjach | Punkty | Pozycja |
| ---- | ------ | ------------------------------------ | ------------------------------------ | ------------------------------------ | ------------------------------------ | ------------------------------------ | ------------------------------------ | ------------------------------------ | ------------------------------------ | ------------------------------------ | ------------------------------------ | ------------------------------------ | ------------------------------------ | ------------------------------------ | ------------------------------------ | ------------------------------------ | ------------------------------------ | ------------------------------------ | ------------------------------------ | ------------------------------------ | ------------------------------------ | ------------------------------------ | ------ | ------- |
| 2007 | DAMS   | BHR                                  | BHR                                  | ESP                                  | ESP                                  | MON                                  | FRA                                  | FRA                                  | GBR                                  | GBR                                  | DEU                                  | DEU                                  | HUN                                  | HUN                                  | TUR                                  | TUR                                  | ITA                                  | ITA                                  | BEL                                  | BEL                                  | VAL                                  | VAL                                  | 42     | 6       |
| 2007 | DAMS   | 17                                   | 6                                    | 15                                   | 7                                    | 10                                   | 17                                   | 6                                    | 3                                    | 3                                    | 3                                    | 3                                    | 2                                    | NU                                   | 6                                    | NU                                   | DK                                   | 18                                   | NU                                   | 9                                    | 3                                    | 7                                    | 42     | 6       |

### Formuła Nippon/Super Formula
| Legenda oznaczeń w tabelach wyników Wyświetl szablon na nowej stronie | Legenda oznaczeń w tabelach wyników Wyświetl szablon na nowej stronie                                                                     |
| Oznaczenie                                                            | Wyjaśnienie |
| --------------------------------------------------------------------- | --- |
| Złoty                                                                 | Zwycięzca lub mistrzostwo |
| Srebrny                                                               | 2. miejsce lub wicemistrzostwo |
| Brązowy                                                               | 3. miejsce lub II wicemistrzostwo |
| Zielony                                                               | Ukończył, punktował (w klasyfikacji generalnej, gdy zdobył co najmniej jeden punkt na przestrzeni sezonu, poza trzema powyższymi opcjami) |
| Niebieski                                                             | Ukończył, nie punktował (w klasyfikacji generalnej, gdy nie zdobył co najmniej jednego punktu na przestrzeni sezonu)                      |
| Czerwony                                                              | Nie zakwalifikował się (NZ) |
| Czerwony                                                              | Nie prekwalifikował się (NPK) |
| Różowy                                                                | Nie ukończył (NU) |
| Różowy                                                                | Niesklasyfikowany (NS) (w klasyfikacji generalnej, gdy nie został sklasyfikowany w żadnym wyścigu sezonu)                                 |
| Czarny                                                                | Zdyskwalifikowany (DK) |
| Czarny                                                                | Wykluczony (WYK/EX) |
| Biały                                                                 | Nie wystartował (NW) |
| Biały                                                                 | Kontuzjowany (K/INJ) |
| Biały                                                                 | Wyścig odwołany (OD/C) |
| Bez koloru                                                            | Został wycofany (WYC/WD) |
| Bez koloru                                                            | Nie przybył (NP/DNA) |
| Bez koloru                                                            | Nie brał udziału w treningach (NT/DNP) |
| Bez koloru                                                            | Nie został zgłoszony (–) |
| Pogrubienie                                                           | Start z pole position |
| Kursywa                                                               | Najszybsze okrążenie wyścigu |
| †                                                                     | Nie ukończył, ale jego rezultat został zaliczony ze względu na przejechanie więcej niż 90% dystansu wyścigu.                              |
| *                                                                     | Sezon w trakcie |
| 1/2/3                                                                 | Punktowana pozycja w sprincie kwalifikacyjnym                                                                                             |
| Lista systemów punktacji Formuły 1                                    | |

| Rok  | Zespół                  | Wyniki w poszczególnych eliminacjach | Wyniki w poszczególnych eliminacjach | Wyniki w poszczególnych eliminacjach | Wyniki w poszczególnych eliminacjach | Wyniki w poszczególnych eliminacjach | Wyniki w poszczególnych eliminacjach | Wyniki w poszczególnych eliminacjach | Wyniki w poszczególnych eliminacjach | Wyniki w poszczególnych eliminacjach | Punkty | Pozycja |
| ---- | ----------------------- | ------------------------------------ | ------------------------------------ | ------------------------------------ | ------------------------------------ | ------------------------------------ | ------------------------------------ | ------------------------------------ | ------------------------------------ | ------------------------------------ | ------ | ------- |
| 2011 | Petronas Team TOM'S     | SZU                                  | AUT                                  | FUJ                                  | MOT                                  | SZU                                  | SUG                                  | MOT                                  | MOT                                  |                                      | 42     | 2       |
| 2011 | Petronas Team TOM'S     | 3                                    | 1                                    | 3                                    | 3                                    | OD                                   | 3                                    | 2                                    | 2                                    |                                      | 42     | 2       |
| 2012 | Petronas Team TOM'S     | SZU                                  | MOT                                  | AUT                                  | FUJ                                  | MOT                                  | SUG                                  | SZU                                  | SZU                                  |                                      | 46     | 1       |
| 2012 | Petronas Team TOM'S     | 1                                    | 3                                    | 5                                    | 2                                    | 4                                    | 5                                    | 12                                   | 1                                    |                                      | 46     | 1       |
| 2013 | Petronas Team TOM'S     | SZU                                  | AUT                                  | FUJ                                  | MOT                                  | SUG                                  | SZU                                  | SZU                                  |                                      |                                      | 24     | 4       |
| 2013 | Petronas Team TOM'S     | 5                                    | 12                                   | 8                                    | 1                                    | NU                                   | NU                                   | 1                                    |                                      |                                      | 24     | 4       |
| 2014 | Petronas Team TOM'S     | SZU                                  | FUJ                                  | FUJ                                  | FUJ                                  | MOT                                  | AUT                                  | SUG                                  | SZU                                  | SZU                                  | 46     | 1       |
| 2014 | Petronas Team TOM'S     | 5                                    | 2                                    | 3                                    | 1                                    | 7                                    | 6                                    | 2                                    | 2                                    | 1                                    | 46     | 1       |
| 2015 | Petronas Team TOM'S     | SZU                                  | OKA                                  | FUJ                                  | MOT                                  | AUT                                  | SUG                                  | SZU                                  | SZU                                  |                                      | 45,5   | 2       |
| 2015 | Petronas Team TOM'S     | 2                                    | –                                    | 2                                    | 2                                    | 1                                    | 4                                    | 4                                    | 2                                    |                                      | 45,5   | 2       |
| 2016 | VANTELIN Team TOM'S     | SZU                                  | OKA                                  | FUJ                                  | MOT                                  | OKA                                  | OKA                                  | SUG                                  | SZU                                  | SZU                                  | 22     | 6       |
| 2016 | VANTELIN Team TOM'S     | 12                                   | 17                                   | 2                                    | 7                                    | 19                                   | 2                                    | 4                                    | 5                                    | 16                                   | 22     | 6       |
| 2017 | Vantelin Team TOM'S     | SZU                                  | OKA                                  | OKA                                  | FUJ                                  | MOT                                  | AUT                                  | SUG                                  | SZU                                  | SZU                                  | 22     | 5       |
| 2017 | Vantelin Team TOM'S     | 1                                    | 9                                    | 18                                   | 7                                    | 11                                   | 6                                    | 3                                    | OD                                   | OD                                   | 22     | 5       |
| 2018 | Vantelin Team TOM'S     | SZU                                  | AUT                                  | SUG                                  | FUJ                                  | MOT                                  | OKA‡                                 | SZU                                  |                                      |                                      | 15     | 6       |
| 2018 | Vantelin Team TOM'S     | 8                                    | OD                                   | 3                                    | 5                                    | –                                    | 17                                   | 5                                    |                                      |                                      | 15     | 6       |
| 2019 | Vantelin Team TOM'S     | SZU                                  | AUT                                  | SUG                                  | FUJ                                  | MOT                                  | OKA                                  | SZU                                  |                                      |                                      | 12     | 12      |
| 2019 | Vantelin Team TOM'S     | NU                                   | 13                                   | 12                                   | 5                                    | 16                                   | 2                                    | 14                                   |                                      |                                      | 12     | 12      |
| 2020 | Vantelin Team TOM'S     | MOT                                  | OKA                                  | SUG                                  | AUT                                  | SZU                                  | SZU                                  | FUJ                                  |                                      |                                      | 25     | 11      |
| 2020 | Vantelin Team TOM'S     | 4                                    | –                                    | 15                                   | –                                    | 2                                    | 16                                   | 9                                    |                                      |                                      | 25     | 11      |
| 2021 | Kuo Vantelin Team TOM'S | FUJ                                  | SZU                                  | AUT‡                                 | SUG                                  | MOT                                  | MOT                                  | SZU                                  |                                      |                                      | 4      | 16      |
| 2021 | Kuo Vantelin Team TOM'S | 11                                   | –                                    | –                                    | –                                    | –                                    | 7                                    | –                                    |                                      |                                      | 4      | 16      |

* – Sezon w trakcie.

‡ - Przyznano połowę punktów, gdyż zostało przejechane mniej niż 75% wyścigu.